# Russian Roulette (álbum)
Russian Roulette es el séptimo álbum de estudio de la banda alemana de heavy metal Accept, publicado en 1986 por RCA Records para el mercado europeo y por el sello Portrait para los Estados Unidos. Con esta nueva producción retornaron a los sonidos oscuros y pesados de sus anteriores álbumes como Breaker y Restless and Wild, que les significó recibir una variedad de críticas a diferencia de su disco anterior. 
Por su parte, es la última producción de estudio con el guitarrista Jörg Fischer y con el vocalista Udo Dirkschneider, hasta su regreso en 1993 con Objection Overruled.

## Antecedentes
En Russian Roulette la banda retornó a su sonido oscuro y pesado de sus producciones anteriores y decidieron ellos mismos producirlo a diferencia de Metal Heart. Esta decisión fue explicada en una entrevista por Wolf Hoffmann: «Tal vez estábamos regresando al sonido natural y no pulido de Accept en ese disco. No estábamos realmente contentos con el sonido limpio y claro de Metal Heart. Yo me sentía feliz tocando la guitarra en ese disco y estaba contento con mis partes, pero recuerdo que la sensación de la banda en ese momento era que no queríamos pasar de nuevo por eso con Dieter Dierks, que había producido Metal Heart».
Por otro lado, Peter Baltes en una entrevista a Metal Forces en 1986 habló sobre el título, donde mencionó que era una expresión antiguerra, haciendo alusión a que la guerra era un juego tan tonto como la ruleta rusa. Por dicha razón, en la portada aparecen vestidos de cosacos jugando este mortal juego de azar.

## Lista de canciones
Todas las canciones escritas por Accept y Deaffy.

| N.º | Título                    | Duración |  |
| 1.  | «T.V. War»                | 3:27     |  |
| 2.  | «Monsterman»              | 3:25     |  |
| 3.  | «Russian Roulette»        | 5:22     |  |
| 4.  | «It's Hard to Find a Way» | 4:19     |  |
| 5.  | «Aiming High»             | 4:26     |  |
| 6.  | «Heaven Is Hell»          | 7:12     |  |
| 7.  | «Another Second to Be»    | 3:19     |  |
| 8.  | «Walking in the Shadow»   | 4:27     |  |
| 9.  | «Man Enough to Cry»       | 3:14     |  |
| 10. | «Stand Tight»             | 4:05     |  |

## Músicos
- Udo Dirkschneider: voz
- Wolf Hoffmann: guitarra eléctrica
- Jörg Fischer: guitarra eléctrica
- Peter Baltes: bajo
- Stefan Kaufmann: batería